# Gustavo Chams
Gustavo Chams (Santo André, 28 maggio 1994) è un fotografo, pittore e illustratore brasiliano.
È conosciuto per aver lavorato con celebrità del calibro di Gisele Bündchen, Isabeli Fontana, Gaspard Ulliel e Stella McCartney e per aver usato una delle sue mostre per criticare pubblicamente l’elezione del presidente brasiliano Jair Bolsonaro nel 2019, ricevendo recensioni di diverso tipo.

## Biografia e carriera
Nato e cresciuto a Santo André, Brasile, Gustavo ha iniziato a lavorare molto presto come ritoccatore digitale e operatore di grafica presso un laboratorio fotografico locale. Qualche anno dopo, come fotografo, ha firmato la sua prima copertina di moda che gli ha permesso di lavorare con celebrità brasiliane locali. Le sue opere hanno ricevuto notorietà dopo aver lavorato con celebrità come Gisele Bündchen, Thaila Ayala, Isabeli Fontana, Stella McCartney, Gaspard Ulliel e Caroline Trentini; Nel 2017, Gustavo ha ideato il progetto #BrazilianSpring, un manifesto artistico con cui ha lottato per dei cambiamenti politici, sociali e culturali in Brasile–una primavera, in riferimento alla rivoluzione del 1848, anche conosciuta come la primavera dei popoli. 
Nel 2018, Gustavo ha tenuto una mostra d’arte in solitaria a Vancouver, Canada, criticando il presidente brasiliano eletto nel 2019 Jair Bolsonaro, paragonandolo al leader nazista Adolf Hitler. Gustavo ha ricevuto recensioni di diverso tipo per questa mostra. Il “Toronto Star” ha sostenuto che Gustavo rappresenta la voce di un gruppo sociale che si oppone all’insurrezione dell’orientamento politico di estrema destra in Brasile, contestando comunque il fatto che il lavoro di Gustavo è andato troppo oltre. Il Jornal GGN ha affermato che la mostra di Gustavo è un ritratto nitido della realtà del Brasile dopo il colpo di stato parlamentare del 2016, che ha portato al peggiore rimpianto economico e sociale degli ultimi 20 anni, risultato dell’ascesa del leader di estrema destra Jair Bolsonaro (PSL). Gustavo ha anche tenuto altre mostre d’arte nel tempo, in Brasile e altrove.

## Mostre
- Pandemonium, Liquid Amber Gallery, 2019 – Vancouver, Canada
- Meandering, inflections, and angry camels(Meandri, inflessioni e cammelli arrabbiati)The Fields Exhibition and Project Space, 2018 – Vancouver, Canada[1][8]
- Mostra di tesi: Primavera brasiliana, Visual College of Art and Design, 2016 – Vancouver, Canada[7][10]
- Total Work of Art, Markeshift Spaces, 2016 – Vancouver, Canada
- O corpo, Fotografe uma Idea, 2014 – São Paulo, Brazil
- Projeto Goela, Virtual Gallery, 2015 – São Paulo, Brazil